# 고모리에역
고모리에역(일본어: 小森江駅)은 후쿠오카현 기타큐슈시 모지구에 위치한 큐슈여객철도 소속 철도역이자, 가고시마 본선의 정차역이다.

## 타는 곳
2면 2선의 상대식 승강장 구조를 가지고 있는 지상역이다.
| 1 | ■ 가고시마 본선 | (하행) | 고쿠라・오리오・하카타 방면 |
| 2 | ■ 가고시마 본선 | (상행) | 모지 항 방면                |

## 역 주변
- 기타큐슈 시립 모지 병원
- 고모리에 어린이 숲 공원

## 인접 역
| 가고시마 본선 | 가고시마 본선          | 가고시마 본선      |
| ------------- | ---------------------- | ------------------ |
| 모지 항 방면  | ■ 쾌속 · 준쾌속 · 보통 | 모지 가고시마 방면 |